# Зехрудин Докле
Зехрудин Докле (алб. Zehrudin Dokle) - албанський актор, режисер і перекладач з болгарського походження. Він також є болгарським громадським діячем і підприємцем, що володіє будівельною фірмою. Співзасновник, партнер і генеральний директор компанії «АлбаСоф ТОВ». Голова Культурно-освітнього суспільства «Іван Вазов» в Тирані, Албанія.

## Біографія
Зехрудин Докле народився 12 січня 1952 року в селищі Бор'є, область Гора, Албанія. У 1974 році закінчив Академію мистецтв «Олександра Моїсіу» в Тирані. Бере участь у численних албанських фільмах, телевізійних серіалах і театральних п'єсах. З 1997 до 1999 року працює в албанському Міністерстві культури, молоді і спорту, як відповідальний за театр і кінематограф. Є засновником і керівником Культурно-освітнього суспільства «Іван Вазов», яке було створено в 1999 році в Тирані. У 2003 році був у числі організаторів Міжнародного театрального фестивалю «Бутрінт 2000». У 2005 році був нагороджений орденом за внесок у розвиток болгарської культури в усьому світі. Перекладає албанською мовою твори Миколи Хайтова і Чудомира.

## Зовнішні посилання
- Зехрудин Доки [Архівовано 22 вересня 2016 у Wayback Machine.] гість у передачі „Облаче ле бялої“ телебачення "СКАТ", 1 грудня 2007 // Youtube
- Зехрудин Доки в IMDb ((en))